# Searching for the Young Soul Rebels
Searching for the Young Soul Rebels — дебютный студийный альбом британской соул-группы Dexys Midnight Runners, изданный 11 июля 1980 года лейблами EMI Records и Parlophone. Группа, возглавляемая Кевином Роуландом, образовалась в 1978 году в Бирмингеме, Англия, и завоевала прочную концертную репутацию еще до записи своего первого материала. Записанный в апреле 1980 года, альбом сочетает в себе агрессивность панк-рока и соул-музыку, особенно под влиянием северного соул-движения.
Альбому предшествовал и содержит хит-сингл «Geno», который возглавил UK Singles Chart. Он также содержит два других сингла, попавших в чарты: «Dance Stance» (перезаписанный как «Burn It Down») и «There, There, My Dear» (который включал слова «I’ve been searching for the young soul rebels», вдохновившие название альбома). Альбом достиг 6 места в чарте альбомов Великобритании UK Albums Chart и получил серебряный сертификат Британской фонографической индустрии. С момента выхода он был широко отмечен музыкальными критиками и включен в книгу «1001 альбом, который вы должны услышать, прежде чем умрете».

## Отзывы
| Оценки критиков          | Оценки критиков |
| Источник                 | Оценка          |
| ------------------------ | --------------- |
| AllMusic                 | [ 3 ]           |
| Christgau's Record Guide | B               |
| The Irish Times          | [ 5 ]           |
| Melody Maker             | [ 6 ]           |
| Mojo                     | [ 7 ]           |
| NME                      | 8/10            |
| Pitchfork                | 8.9/10          |
| Record Collector         | [ 10 ]          |
| Select                   | 5/5             |
| Uncut                    | [ 12 ]          |

Альбом Searching for the Young Soul Rebels был выпущен под положительные отзывы музыкальных критиков. В журнале NME Дэнни Бейкер назвал его одним из «лучших» альбомов своей эпохи, а в журнале Sounds Алан Льюис похвалил Dexys Midnight Runners за то, что они предложили современный подход к соул-музыке 1960-х. В конце 1980 года Melody Maker назвал Searching for the Young Soul Rebels одним из лучших альбомов года, а NME поставил его на десятое место среди лучших альбомов года. Рецензент Smash Hits Дэвид Хепуорт, однако, отнесся к альбому пренебрежительно и заявил, что «потенциально хорошие песни затянуты манерным вокалом и эпическими аранжировками», в то время как в США Дэвид Фрик из Rolling Stone посчитал, что группа не вписывается в музыку соул и омрачена чрезмерным «жеманством» Роуленда. Американский критик Роберт Кристгау был несколько более восторженным, написав: «Есть роговые вставки, которые заставляют меня громко смеяться над их идеально своевременной неправильностью, и когда Кевин Роуланд дрожит над своей глубоко прочувствованной поэзией, а все остальные отрываются, я наслаждаюсь этим так же, как я наслаждаюсь группой no wave в хорошую ночь».
Впоследствии Searching for the Young Soul Rebels был включен в списки критиков и справочники, в том числе в список «100 лучших альбомов всех времен» (№ 93) по версии The Guardian, в список «100 лучших альбомов всех времен» по версии Melody Maker (№ 42), в список «100 величайших британских альбомов всех времен» по версии NME (№ 16) и в список «1001 альбом, который вы должны услышать перед смертью».

## Список композиций
| №  | Название                            | Авторы                                   | Длительность |
| -- | ----------------------------------- | ---------------------------------------- | ------------ |
| 1. | «Burn It Down»                      | Kevin Rowland                            | 4:21         |
| 2. | «Tell Me When My Light Turns Green» | Rowland                                  | 3:46         |
| 3. | «The Teams That Meet in Caffs»      | Kevin Archer                             | 4:08         |
| 4. | «I'm Just Looking»                  | Rowland, Geoffrey Blythe, Peter Saunders | 4:41         |
| 5. | «Geno»                              | Rowland, Archer                          | 3:31         |

| №   | Название                                              | Авторы                       | Длительность |
| --- | ----------------------------------------------------- | ---------------------------- | ------------ |
| 6.  | «Seven Days Too Long»                                 | J. R. Bailey, Vernon Harrell | 2:43         |
| 7.  | «I Couldn't Help If I Tried»                          | Rowland, Jim Paterson        | 4:14         |
| 8.  | «Thankfully Not Living in Yorkshire It Doesn't Apply» | Rowland, Saunders            | 2:59         |
| 9.  | «Keep It»                                             | Archer, Blythe               | 3:59         |
| 10. | «Love Part One»                                       | Rowland                      | 1:12         |
| 11. | «There, There, My Dear»                               | Rowland, Archer              | 3:31         |

| №   | Название                                                               | Авторы                                                                                  | Длительность |
| --- | ---------------------------------------------------------------------- | --------------------------------------------------------------------------------------- | ------------ |
| 1.  | «Dance Stance» (Single)                                                | Rowland                                                                                 | 3:44         |
| 2.  | «I'm Just Looking» ("Dance Stance" B-side)                             | Rowland, Blythe, Saunders                                                               | 4:23         |
| 3.  | «Breaking Down the Walls of Heartache» ("Geno" B-side)                 | Sandy Linzer, Denny Randell                                                             | 3:24         |
| 4.  | «The Horse» ("There, There, My Dear" B-side)                           | Jesse James                                                                             | 2:22         |
| 5.  | «Keep It Part Two (Inferiority Part One)» (Single)                     | Rowland, Archer                                                                         | 3:45         |
| 6.  | «One Way Love» ("Keep It Part Two (Inferiority Part One)" B-side)      | Bert Berns, Jerry Ragovoy                                                               | 3:09         |
| 7.  | «Plan B» (Single)                                                      | Rowland, Paterson                                                                       | 2:37         |
| 8.  | «Soul Finger» ("Plan B" B-side)                                        | Ben Cauley, Carl Cunningham, James Alexander, Jimmy King, Phalon Jones, Ronnie Caldwell | 2:12         |
| 9.  | «Thankfully Not Living in Yorkshire It Doesn't Apply» (Demo)           | Rowland, Saunders                                                                       | 2:53         |
| 10. | «Hold On, I'm A Comin · » (Demo)                                       | Isaac Hayes, David Porter                                                               | 4:18         |
| 11. | «Breaking Down the Walls of Heartache» (Demo)                          | Linzer, Randall                                                                         | 3:36         |
| 12. | «The Horse» (Demo)                                                     | James                                                                                   | 2:40         |
| 13. | «I Couldn't Help If I Tried» (Demo)                                    | Rowland, Paterson                                                                       | 4:18         |
| 14. | «Geno» (Peel session recorded 26/2/80)                                 | Rowland, Archer                                                                         | 3:29         |
| 15. | «Tell Me When My Light Turns Green» (Peel session recorded 26/2/80)    | Rowland                                                                                 | 3:15         |
| 16. | «The Horse» (Peel session recorded 26/2/80)                            | James                                                                                   | 2:13         |
| 17. | «Breaking Down the Walls of Heartache» (Peel session recorded 26/2/80) | Linzer, Randell                                                                         | 3:29         |
| 18. | «Geno» (Kid Jensen BBC Radio 1 Session)                                | Rowland, Archer                                                                         | 3:26         |
| 19. | «Respect» (Kid Jensen BBC Radio 1 Session)                             | Otis Redding                                                                            | 3:35         |
| 20. | «Dance Stance» (Kid Jensen BBC Radio 1 Session)                        | Rowland                                                                                 | 3:19         |
| 21. | «The Teams That Meet in Caffs» (Kid Jensen BBC Radio 1 Session)        | Archer                                                                                  | 3:56         |

## Чарты
| Чарт (1980)                   | Высшая позиция |
| ----------------------------- | -------------- |
| Австралия (Kent Music Report) | 66             |